# Le Royaume de Salomon (film)
Pour plus de détails, voir Fiche technique et Distribution.
Le Royaume de Salomon (The Kingdom of Solomon) est un film iranien réalisé par Shahriar Bahrani (en), sorti en septembre 2009.
Fondé sur les croyances musulmanes et sur l'enseignement coranique, le film relate la vie de Salomon, roi d'Israël.

## Fiche technique
- Réalisation et scénario : Shahriar Bahrani (en)
- Décors : Hamid Ghadirian
- Photographie : Hamid Khozui-Abyaneh
- Montage : Mohammadreza Moyeeny
- Musique : Punk Chang
- Production : Mojtabah Faravadeh
- Société de production : Farabi Cinema Foundation
- Budget : 5 millions $[1]
- Pays d'origine : Iran
- Langue : Persan/Anglais
- Format : 35 mm
- Durée : 110 minutes
- Date de sortie : 2010

## Distribution
- Amin Zendegani : Salomon
- Mahmoud Pakniat : Yazar
- Elham Hamidi : Miriam
- Hossein Mahjoub : Assef
- Alireza Kamalinejad : Adonias
- Zahra Saeedi : Mikal
- Mehdi Faghih : Yohan
- Javad Taheri : Absalom
- Sirous Saber : Yoaab